# Huis van Bewaring I (Weteringschans)

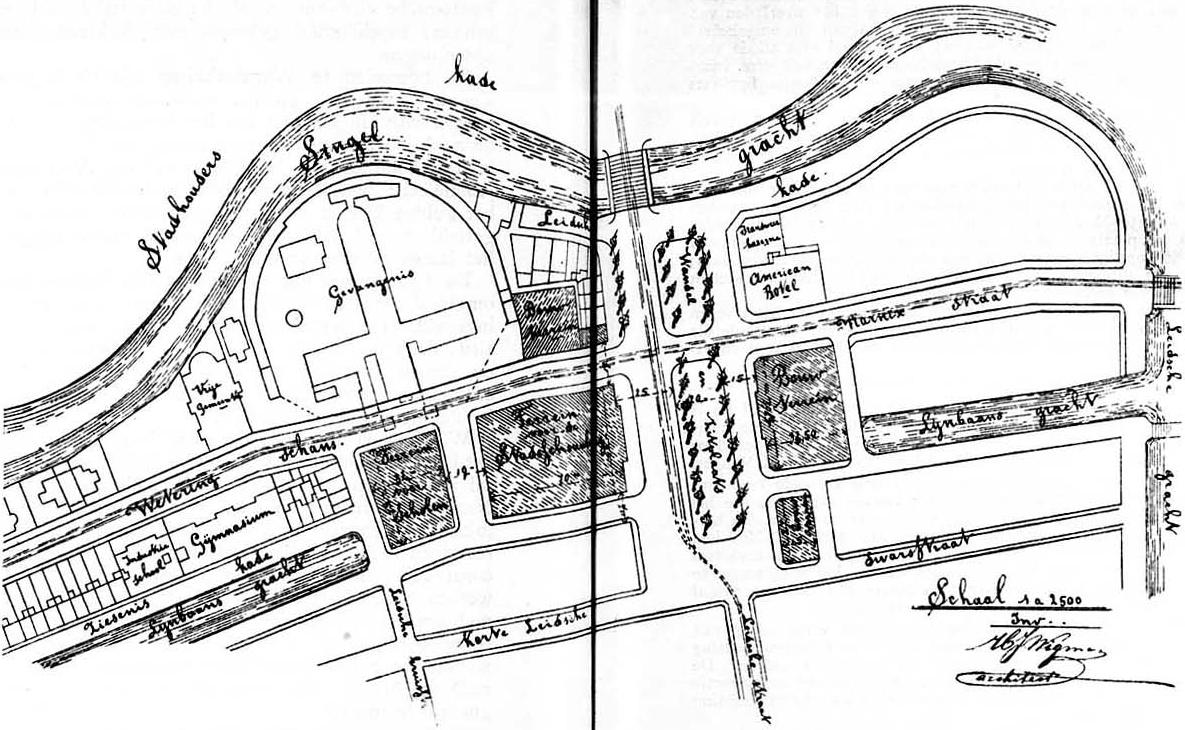
Kaart uit 1890 met de contouren van de gevangenis

Het Huis van Bewaring aan het Kleine-Gartmanplantsoen 14 te Amsterdam (tussen de Weteringschans en het Leidseplein), beter bekend als Weteringschans, werd in 1850 gebouwd. Tijdens de Tweede Wereldoorlog was het een beruchte gevangenis waar onder meer Anne Frank en haar familie hebben gezeten nadat ze waren verraden. Verzetsleiders Gerrit van der Veen en Johannes Post zijn beiden na mislukte overvallen op het Huis van Bewaring (respectievelijk op 1 mei 1944  en op 15 juli 1944) opgepakt en gefusilleerd. De gevangenis is in 1979 gesloten en herbestemd.

## Opening
Omstreeks 1850 was er een omslag gaande in de denkbeelden over misdaad en straf. In plaats van onder meer toepassing van lijfstraffen en dwangarbeid, werd verkozen voor eenzame opsluiting. De gedachte was dat door middel van isolatie misdadigers tot inkeer en 'genezing' kwamen. Deze gedachtegang was vanuit Amerika over komen waaien. In Nederland leidde dat in 1850 tot de opening van de eerste cellulaire gevangenis in Amsterdam aan de Weteringschans naar ontwerp van I. Warnsinck en J.G. van Gendt, zes jaar later gevolgd door de nog bestaande gevangenis aan het Wolvenplein in Utrecht naar hun ontwerp.
Vóór de Tweede Wereldoorlog kampte het Huis van Bewaring al jaren met een tekort aan capaciteit. Er waren uitbreidingsplannen, maar door de economische crisis kon de directie die onmogelijk uitvoeren. In 1940 (voordat de oorlog begon) werd een oplossing gevonden door een tweede Huis van Bewaring in gebruik te nemen. De Weteringschans werd Huis van Bewaring I genoemd. De toenmalige strafgevangenis aan de Amstelveenseweg werd omgedoopt tot Huis van Bewaring II (Amstelveenseweg). Er kwam in de oorlog ook een derde plek: het Huis van Bewaring III (Lloyd Hotel).
In de meidagen van 1940 werden er vijf Duitse krijgsgevangenen aan de Weteringschans vastgehouden.

## Tijdens de Tweede Wereldoorlog
Tijdens de Tweede Wereldoorlog vormden Huis van Bewaring I en II de Polizeigefängnis Amsterdam waar talloze gevangenen van de Sicherheitsdienst (SD) direct na hun arrestatie werden opgesloten en verhoord. Hierna werden ze vervoerd naar gevangenissen (Oranjehotel), kampen in Nederland (Kamp Amersfoort, Kamp Vught) of gefusilleerd in de duinen bij Overveen. De Duitse afdeling was onttrokken aan het gezag van het Ministerie van Justitie. In oktober 1944 werd de Nederlandse afdeling geheel ontruimd.

### Joodse gevangenen
Op de binnenplaats stond de 'jodenbarak', een onderkomen zonder sanitaire voorzieningen. In een cel werden hier soms zestien gevangenen opgesloten. Joodse gevangenen moesten uren achter elkaar op de binnenplaats rondlopen, daarbij roepend: 'ik ben Jood, sla me dood, het is mijn eigen schuld!'. Een zwangere vrouw werd zo geschopt dat ze een miskraam kreeg.
Anne Frank, haar familie en de andere onderduikers in het Het Achterhuis hebben twee dagen aan de Weteringschans gezeten. Nadat ze op 4 augustus 1944 waren opgepakt zijn ze eerst in de SD-gevangenis aan de Euterpestraat opgesloten. Op 8 augustus 1944 werden ze naar het Centraal Station van Amsterdam gebracht en op de trein richting Kamp Westerbork gezet.

### Verzetsstrijders
Als represaille voor aanslagen werden vaak ter dood veroordeelden uit deze gevangenis geëxecuteerd. In de laatste dagen voor de executie mochten Todeskandidaten soms voedselpakketten ontvangen. De laatste wens van verzetsman Willem Arondeus was een ouderwetse Hollandse schuimtaart, die voor hem door een Larense banketbakker 'zwart' werd gebakken.

### Overvallen
In de loop van 1944 zijn twee gewapende pogingen gedaan om kopstukken van de Illegaliteit uit het Huis van Bewaring I aan de Weteringschans te Amsterdam te bevrijden. De eerste stond onder leiding van Gerrit van der Veen, de tweede onder leiding van Johannes Post.
Nadat Hannie Schaft op 21 maart 1945 werd opgepakt meende het verzet dat zij ook in de Weteringschans was opgesloten. Truus Oversteegen probeerde in een Duits verpleegstersuniform om Hannie Schaft mee te krijgen. Ze hing een verhaal op dat ze haar moest meenemen voor medisch onderzoek. Ze huilde veel om de mensen daar te overtuigen. Hannie Schaft bleek echter aan de Amstelveenseweg te hebben gezeten en was inmiddels geëxecuteerd.
Op 6 mei 1945 werden alle gevangenen van de Weteringschans vrijgelaten. Gedurende de hele bezetting is de Weteringschans een onneembare veste gebleken. De Binnenlandse Strijdkrachten (BS) brachten meteen nieuwe gevangen binnen, zoals Abraham Puls en de Verwalters van Lippmann, Rosenthal & Co..

## Renovatie jaren 90

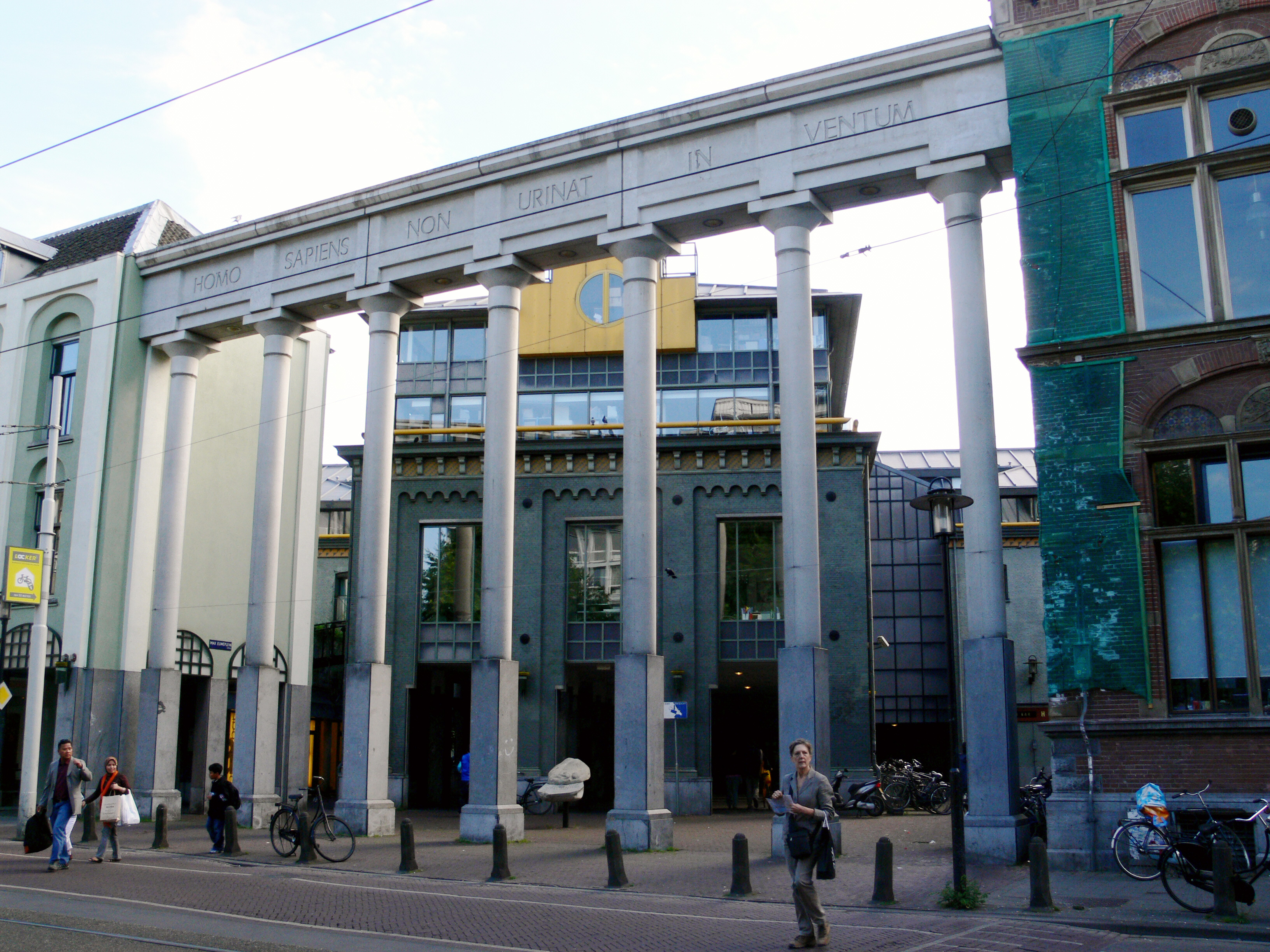
Doorkijk op het Kruisgebouw

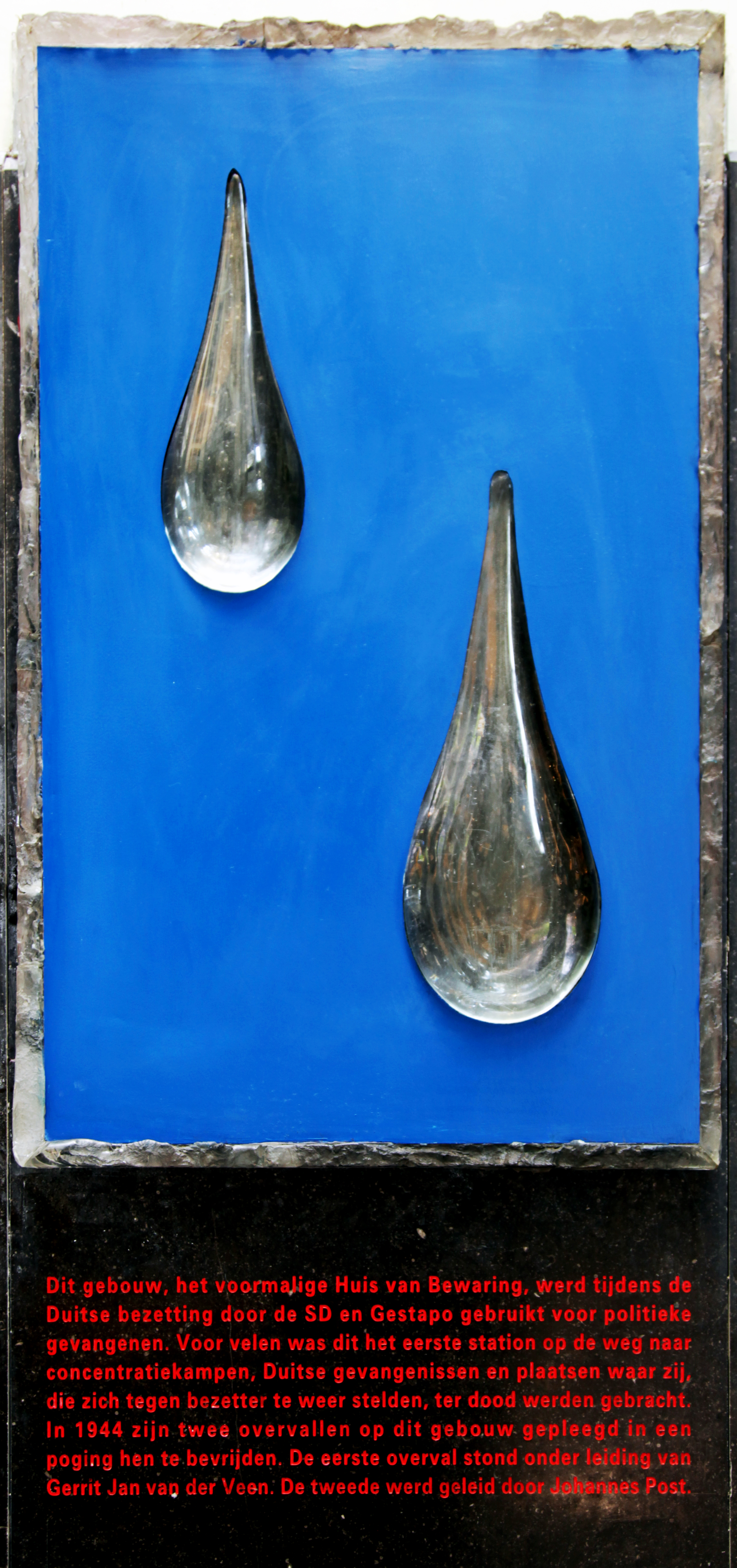
Gedenkteken

De gevangenis werd in 1979 gesloten en verhuisde naar de Bijlmerbajes. In de jaren 90 is het gebouw, samen met het aanliggende Kantongerecht (nu de Balie) geheel gerenoveerd. Het vergde acht jaar voorbereiding, bouwtijd, amendementen, inspraak en gemeentelijke procedures. Het Kruisgebouw is met zijn groen geschilderde baksteen ontdaan van zijn strenge gevangenisuiterlijk. In het Kruisgebouw bevinden zich nu horeca, kantoren en woningen. Op de locatie van de luchtplaats van het voormalige Huis van Bewaring is nu het horecarijke Max Euweplein en verderop het Holland Casino Amsterdam.
Op het Max Euweplein staat een gedenkteken (een blauw vlak met glazen tranen), ontworpen door Bernard Heesen, ter herinnering aan de gevangenen en de bevrijdingspogingen door Gerrit van der Veen en Johannes Post. Vlak voor het kruisgebouw werd in 1992 de Gedenksteen voor het voormalig Huis van Bewaring onthuld.